# Droga krajowa 44
Die Droga krajowa 44 (kurz DK44) ist eine Landesstraße in Polen. Sie führt von Gliwice über Mikołów, Tychy, Bieruń, Oświęcim bis nach Krakau. Die Straße ist 108 Kilometer lang und durchzieht die Woiwodschaften Schlesien und Kleinpolen.

## Verlauf
- Gliwice (Gleiwitz)
- Mikołów (Nikolai)
- Tychy (Tichau)
- Bieruń (Berun)
- Oświęcim
- Zator
- Skawina
- Kraków (Krakau)

### Umgehung Oświęcim
Als Teil des Schnellstraßenprojektes der S1 zwischen Mysłowice und Bielsko-Biała wurde der Neubau einer 9,1 km langen Umgehung von Oświęcim im Verlauf der Landesstraße geplant. Die Umgehungsstraße soll mit zwei Fahrbahnen und zwei Fahrstreifen pro Richtung ausgebaut werden, jedoch über höhengleiche Kreuzungen verfügen. Die Höchstgeschwindigkeit wird auf 100 km/h festgelegt.
Verlauf
Die Umgehung wird von der Schnellstraße am östlich von Bojszowy gelegenen Knoten Oświęcim (Dreieck) abzweigen und südlich von Jedlina über die Weichsel führen. Anschließend wird die Straße in südöstlicher Richtung bis Pławy verlaufen, die Ortschaft südlich umgehen und so einen Abstand von ca. 770 m zur südlichen Grenze des KZ Auschwitz-Birkenau aufweisen. Nun verläuft die Umgehungsstraße in östlicher Richtung und kreuzt die Woiwodschaftsstraße 933 südlich von Oświęcim in einer Teilanschlussstelle. Hier wird nur eine Abfahrt von der Umgehungsstraße aus westlicher Richtung und eine Auffahrt auf die Umgehungsstraße in östlicher Richtung geben. Direkt an die Teilanschlussstelle schließt eine Brücke über die Soła an. Im weiteren Verlauf in östlicher Richtung wird die Woiwodschaftsstraße 948 in einer Kreuzung gekreuzt und der Kościelecki I-Teich entlang der seiner nördlichen Begrenzung passiert. Gegen Ende des Teiches biegt die Umgehungsstraße in nördlicher Richtung ab und umkurvt eine Kleingartenanlage, ehe sie in den bestehenden Verlauf der Zatorska-Straße im Verlauf der Landesstraße 44 und Woiwodschaftsstraße 933 bei Zaborze im Süden von Oświęcim einmündet.
Planungsgeschichte und Bauphase
Ende Dezember 2019 wurde die Ausschreibung von der GDDKiA zur Anfertigung der Ausführungsplanung und zum Bau der Umgehungsstraße gestartet. Am 27. März 2020 wurden die eingereichten Angebot von verschiedenen Bauunternehmen veröffentlicht. Das günstigste Angebot reichte die polnische Baufirma Budimex mit den Kosten in Höhe von 468 Mio. Złoty ein. Die GDDKiA beabsichtigte Kosten in Höhe von 651 Mio. Złoty. Am 18. Mai 2020 wurde das günstigste Angebot auch als das Beste ausgewählt. Der Vertrag zwischen der GDDKiA und Budimex wurde am 10. Juli 2020 unterzeichnet. Die Ausführungsplanung und der Bau sollen innerhalb von 36 Monaten angefertigt bzw. abgeschlossen werden. Die Fertigstellung war im April 2024 geplant. Zu diesem Zeitpunkt waren die Bauarbeiten jedoch noch nicht abgeschlossen. Die Anschlussstelle an die Landstraße 44 soll im August 2024 fertiggestellt sein.[veraltet]